# ジャン・ド・ブリエンヌ
ジャン・ド・ブリエンヌ（Jean de Brienne, 1148年 - 1237年）は、エルサレム王（在位：1210年 - 1212年）及びラテン帝国の第6代皇帝（在位：1231年 - 1237年）。

## 生涯
もとはフランスのシャンパーニュの騎士であったが、フランス王フィリップ2世の命を受けて、60歳のとき十字軍に参戦してシリアで活躍した。その功績から、1210年9月14日にエルサレム王国の王女マリー（エルサレム王コンラードの娘）と結婚し、エルサレム王に即位した。マリーが1子イザベルを残して死ぬと、アルメニア王レヴォン1世の娘ステファニーと結婚した。
即位後は衰退傾向にあるエルサレム王国の再建に努め、1218年から1221年の第5回十字軍にも参戦して主要な役割を果たした。この十字軍は一時エジプトに侵攻し、ナイル河口の海港ダミエッタを占領した。エジプトを支配するアイユーブ朝の君主アル＝カーミルは、ダミエッタとエルサレムの交換による和議を提案したが、教皇代理として参戦していた枢機卿のペラーヨやジェノヴァ勢らの反対もあり、この和議は実現されなかった。戦いは持久戦になったが、アルメニア王レヴォン1世が亡くなり王位争いが生じたため、1220年2月、ジャンは一旦戦線を離れてアルメニアに向かった。妻ステファニーと、彼女との間の息子ジャンの権利で王位を主張したが、まもなく息子とステファニーが相次いで亡くなったため王位を諦め、再び十字軍に合流している。1221年、アル＝カーミルはナイル川の堤防を切って下流を水浸しにし、ダミエッタを孤立させた。十字軍は兵糧不足と疫病の蔓延などで危機に陥り、結局ダミエッタの返却と捕虜の交換などの条件で和睦を結び、撤退することになった。
十字軍の失敗の後、ジャンはエルサレム王国への支援を求めるため、およびマリーとの間に生まれた娘イザベルの夫を探すため西欧に渡った。ローマで教皇ホノリウス3世からはイザベルの相手として神聖ローマ皇帝フリードリヒ2世が提示された。教皇はこの結婚によりフリードリヒ2世の十字軍参加を確実なものにしようとしたのである。この結婚交渉の段階では、フリードリヒ2世はジャンが終生エルサレム王位にとどまることに同意していたが、結婚式当日からフリードリヒ2世はエルサレム王を名乗り、ジャンは退位を余儀なくされた。
1228年、フリードリヒ2世が第6回十字軍を起こして聖地に向かうと、破門されていたフリードリヒ2世による十字軍を否定する教皇グレゴリウス9世の支持のもと、教皇軍を率いて南イタリアのフリードリヒ2世の領土に侵攻した。しかし、フリードリヒ2世がアル＝カーミルとの間で和議を成立させ、エルサレムを奪還したのち南イタリアに帰還すると、劣勢になりラテン帝国に逃れた。
その後1229年にラテン帝国の摂政となり、3番目の妻ベレンガリア（レオン王アルフォンソ9世とカスティーリャ女王ベレンゲラの娘）との間に生まれた娘のマリーを皇帝ボードゥアン2世と結婚させた。1231年には、まだボードゥアン2世が15歳という少年であったことから共同皇帝として即位し、政治を取り仕切る立場に立った。
1235年から1236年にかけて、ニカイア帝国のヨハネス3世ドゥーカス・ヴァタツェスとブルガリア帝国の連合軍に首都コンスタンティノポリスを攻められて滅亡の危機を迎えたが、防衛に徹し、ラテン帝国の危機を救った。翌1237年、90歳という高齢で死去した。

## 子女
1210年にエルサレム女王マリー・ド・モンフェラートと結婚し、1女をもうけた。
- イザベル2世（1211年 - 1228年） - 1225年に神聖ローマ皇帝フリードリヒ2世と結婚。1228年に息子コンラート4世を産んだ後に亡くなった。

アルメニア王レヴォン1世の娘ステファニーとの間に1男をもうけた。
- ジャン（1216年 - 1220年）

レオン王アルフォンソ9世の娘ベレンガリアとの間に以下の子女をもうけた。
- マリー（1225年 - 1275年） - ラテン帝国皇帝ボードゥアン2世と結婚。
- アルフォンス（1228年頃 - 1270年） - ウー女伯マリー・ディスーダンと結婚し、ウー伯となる。フランスの廷臣になった。
- ジャン（1230年頃 - 1296年） - 1258年にフランスの廷臣になった。スコットランド王アレグザンダー2世の寡婦マリー・ド・クシーと結婚。
- ルイ（1235年頃 - 1263年） - アニエス・ド・ボーモンと結婚し、ボーモン伯となる。彼らの子のアンリ・ド・ボーモンはスコットランドのバカン領主となり、イングランドのランカスター家の祖先の一人となった（ジョン・オブ・ゴーントの妻ブランシュの母イザベルがアンリ・ド・ボーモンの娘）。